# Lucius Ambivius Turpio
Lucius Ambivius Turpio est un acteur de théâtre romain qui œuvra aussi en tant qu'imprésario de théâtre au cours de la première moitié du IIe siècle av. J.-C., contribuant à porter au succès les fabulae palliatae de Caecilius Statius et de Térence. 

## Biographie
De nombreuses nouvelles sur son activité proviennent du prologue de l'Hecyra de Térence, dans lequel Turpio, qui interprétait le prologue, c'est-à-dire celui qui récitait uniquement le protasis (introduction), racontait la difficulté rencontrée pour présenter au public romain qui appréciait beaucoup les comédies de Plaute, les œuvres de Caecilius et Térence, :
| « Orator ad vos venio ornatu prologi:sinite exorator sim <eo>dem ut iure uti senem liceat quo iure sum usus adulescentior, novas qui exactas feci ut inveterascerent, ne cum poeta scriptura evanesceret. in is quas primum Caecili didici novas partim sum earum exactu', partim vix steti. quia scibam dubiam fortunam esse scaenicam, spe incerta certum mihi laborem sustuli, sdem agere coepi ut ab eodem alias discerem novas, studiose ne illum ab studio abducerem. perfeci ut spectarentur: ubi sunt cognitae, placitae sunt. ita poetam restitui in locum prope iam remmotum iniuria advorsarium ab studio atque ab labore atque arte musica. quod si scripturam sprevissem in praesentia et in deterrendo voluissem operam sumere, ut in otio esset potiu' quam in negotio, deterruissem facile ne alias scriberet. » | « C'est comme avocat que je me présente à vous sous ce costume de Prologue. Faites-moi gagner ma cause, et permettez-moi d'user dans ma vieillesse du même privilège qu'au temps de ma jeunesse, où je fis vieillir sur la scène des pièces proscrites à leur naissance, empêchant l'œuvre écrite de disparaître avec son auteur. Parmi les pièces de Caecilius que je montais pour la première fois, les unes tombèrent, les autres eurent grand' peine à se maintenir. Mais je savais qu'au théâtre la fortune est changeante, et l'incertitude de l'espérance ne m'a point fait reculer devant la certitude du labeur. Je remontai donc les mêmes pièces avec le plus grand soin, afin d'en obtenir d'autres du même auteur, qui, sans cela, se fût découragé d'écrire. » |  |